# Davichi In Wonderland
《Davichi In Wonderland》(다비치 인 원더랜드)는 대한민국의 2인조 여성 그룹 다비치가 2009년 2월 27일에 발매한 첫 번째 미니음반이다. 타이틀 곡은 〈8282〉이다.

## 수록곡
가수명이 없는 경우는 전원이 참가했다는 뜻이다.
| #             | 제목                                     | 작사           | 작곡           | 편곡           | 재생 시간 |
| ------------- | ---------------------------------------- | -------------- | -------------- | -------------- | --------- |
| 1.            | 〈8282〉                                 | 강은경         | 김도훈, 이현승 | 이현승         | 3:39      |
| 2.            | 〈사고쳤어요〉                           | 강은경         | 박근태         | 옥정용         | 3:56      |
| 3.            | 〈My Man〉                               | 이상백, DK4RG  | 박해운         | 박해운         | 3:11      |
| 4.            | 〈사랑이 우습니〉                        | 민명기, MISTY  | 민명기         | 송대기, 박동규 | 4:08      |
| 5.            | 〈오르골〉                               | 황성진         | 김도훈         | 이상호         | 3:34      |
| 6.            | 〈Crazy Woman〉 (이해리, 김연지, 이정민) | 조영수, 안영민 | 조영수         | 조영수         | 4:22      |
| 총 재생 시간: | 총 재생 시간:                            | 총 재생 시간:  | 총 재생 시간:  | 총 재생 시간:  | 22:50     |

## 특이 사항
- 이 음반을 In Wonderland라고 하는 경우도 있다.
- 이 음반은 약 35,000장 판매되었다.
- 〈8282〉는 후렴이 시작하는 부분 앞뒤로 분위기가 바뀌는 노래인데, 작곡하는 과정에서 두 부분의 화음과 음높이를 맞춤으로써 서로 다른 두 부분이 어색하지 않게 이어지게 만들었다.[1] 이 곡은 다비치에게 오기 전에 원래 다른 가수에게 갔다가, 두 곡을 합친 듯한 인상이 지나치게 실험적이어서 부르지 않게 되었다는 이력이 있다.[2]
- 한국철도공사의 7315호 디젤 기관차가 〈8282〉 뮤직 비디오에 등장한다. 이 뮤비에서 자폐아인 소년이 건널목 중간에서 차가 빠져 버린 교사를 위해 무궁화호를 막는 장면에서 나온다. 후속곡인 〈사고쳤어요〉에서는 교사의 관점에서 뮤직 비디오가 전개되는데, 이 열차가 다시 등장한다. 그러나 〈8282〉 뮤직 비디오에서는 단선에 비전철 구간의 철도가 나오는 반면, 〈사고쳤어요〉 뮤직 비디오에서는 복선에 전차선이 있는 구간의 철도가 등장하여 옥의 티로 꼽혔다.